# Lithacodia varicolora
Lithacodia varicolora är en fjärilsart som beskrevs av George Francis Hampson 1902. Lithacodia varicolora ingår i släktet Lithacodia och familjen nattflyn. Inga underarter finns listade i Catalogue of Life.